# Ko Stijger
Jacobus Johannes (Ko) Stijger (Amsterdam, 1 mei 1915 - aldaar, 31 december 1997) was een Nederlandse voetballer die bij voorkeur speelde als aanvaller. Na zijn loopbaan als voetballer werd hij trainer.

## Carrière
Stijger begon bij De Volewijckers en kwam tussen 1938 en 1947 uit voor ASV Blauw Wit. In 1942 zag hij af van een terugkeer bij De Volewijckers. In 1947 keerde hij wel terug. Een jaar later ging Stijger naar VSV uit Velserbroek. In 1954 bij de start van het profvoetbal ging hij naar Alkmaar '54 waar hij in 1956 zijn loopbaan eindigde.
Steiger speelde twee interlands. Op 17 maart 1940 maakte Stijger zijn debuut tegen België. Nederland verloor de wedstrijd met 7-1. Op 10 maart 1946 speelde hij zijn tweede interland tegen Luxemburg deze wedstrijd werd gewonnen met 2-6. In 1938 debuteerde hij in het team van De Zwaluwen.
Als trainer begon Stijger in het amateurvoetbal bij ASC SDW en was ook werkzaam bij de jeugd van AFC Ajax. Hij was trainer van de profclubs Zwolsche Boys, Fortuna Vlaardingen, SC Gooiland, DOS en RBC. In 1971 was hij al aangesteld als trainer bij SC Drenthe toen die club geen licentie meer kreeg. 
Stijger overleed op 31 december 1997.

## Interlands
| Interlands van Ko Stijger voor Nederland | Interlands van Ko Stijger voor Nederland | Interlands van Ko Stijger voor Nederland | Interlands van Ko Stijger voor Nederland | Interlands van Ko Stijger voor Nederland | Interlands van Ko Stijger voor Nederland | Interlands van Ko Stijger voor Nederland |
| №                                        | Datum                                    | Wedstrijd                                | Uitslag                                  | Competitie                               | Goals                                    | Assists                                  |
| Als speler van ASV Blauw Wit             | Als speler van ASV Blauw Wit             | Als speler van ASV Blauw Wit             | Als speler van ASV Blauw Wit             | Als speler van ASV Blauw Wit             | Als speler van ASV Blauw Wit             | Als speler van ASV Blauw Wit             |
| ---------------------------------------- | ---------------------------------------- | ---------------------------------------- | ---------------------------------------- | ---------------------------------------- | ---------------------------------------- | ---------------------------------------- |
| 1.                                       | 17 maart 1940                            | België – Nederland                       | 7 – 1                                    | Vriendschappelijk                        | 0                                        | 0                                        |
| 2.                                       | 10 maart 1946                            | Luxemburg – Nederland                    | 2 – 6                                    | Vriendschappelijk                        | 0                                        | 0                                        |